# شانگ (دودمان تانگ)
شانگ (تولد:۶۹۸ - مرگ:۵ سپتامبر ۷۱۴) وی امپراتور چین و هفتمین حاکم دودمان تانگ بود که به مدت ۱۷ روز بر امپراتوری چین حکومت کرد (اما در این دوره تمام اختیارات و تصمیمات وی کاملاً محدود، بی‌ارزش و وابسته به نامادری قدرتمند خود امپراتریس بیوه وی بود که به عنوان نایب السلطنه بر کلیه زمام قدرت مسلط بود).
لی چونگمائو کوچک‌ترین پسر امپراتور ژونگ زونگ بود که در یکی از صغیه‌های ژونگ زونگ متولد شد. از سال ۷۱۰، امپراتریس وی و دخترش لی گوئر، یا همان پرنسس آنل خیلی زیاد قدرتمند، بانفوذ و فاسد بودند و آشکارا به رشوه گرفتن و اعمال زنا با مردان می‌پرداختند و به عنوان حاکمان واقعی و ظالم در تانگ عمل می‌کردند و افراد بی گناه بسیاری را به جرم‌های بی‌معنی اعدام کردند و با کارهای دیوانه وارشان دستگاه حکومت و اقتصاد را فلج کردند و باعث فقر در بین بسیاری از توده‌های وسیعی از مردم شدند، در همین اوضاع لی گوئر نتوانست امپراتور ژونگ زونگ را با تأثیر بسیار فراوانش هم بر دولت هم بر امپراتور متقاعد کند که وی پرنسس تاج را ایجاد کند. در همین حال، امپراتریس وی می‌خواست مانند مادرشوهرش، مادر امپراتور ژونگ زونگ، وو زتیان، امپراتریس فرمانروا شود. مورخان سنتی معتقد بودند که او و لی گوئر امپراتور ژونگ زونگ را در ژوئیه ۷۱۰ مسموم کردند، گرچه ممکن است یک سکته مغزی یا حمله قلبی باشد امپراتور ژونگ زونگ را کشته است. امپراتریس وی سپس لی چونگمائو، سپس شاهزاده ون را ترتیب داد تا ولیعهدی را برای امپراتور ژونگ زونگ را به عنوان امپراتور جانشین کند، به امید اینکه نوجوانی امپراتور جدید او را به عنوان امپراتریس بیوه و نایب السلطنه تبدیل کند و او کنترل همه کس را در دست داشته باشد و در این کار هم موفق شد و توانست به‌طور کامل حاکم بر چین باشد.
با این حال، برنامه‌های امپراتریس بیوه وی خیلی سریع زودتر از انتظار همه به کلی خاتمه یافت، هنگامی که خواهر امپراتور زونگ زونگ، پرنسس تایپینگ و برادرزاده اش لی لانگجی، شاهزاده لینزی، کمتر از یک ماه از سلطنت امپراتور شانگ کودتا کردند. و امپراتریس وی و لی گوئر در جریان کودتا کشته شدند و در ۲۵ ژوئیه امپراتور جوان مجبور شد تاج و تخت سلطنتی را به عموی خود یعنی پدر لی لانگجی، لی دان شاهزاده شیانگ، یک امپراتور سابق (به عنوان امپراتور رویزونگ) واگذار کند.
لی چونگمائو، که تنها ۱۷ روز امپراتور بوده است، به یک مقام شاهزاده بازگشت و از پایتخت چنگان به یک شهر دیگر اعزام شد. وی چهار سال بعد بدون بازگشت به پایتخت درگذشت. بلافاصله پس از مرگ وی، لی لانگجی، که در آن زمان پدرش امپراتور رویزونگ (به عنوان امپراتور شوان زونگ) جانشین او بود، نام شأنگ را برای امپراتور لی چونگمائو را احیا کرد و نام پس از مرگ شان را به او داد که به معنای واقعی کلمه به معنای «در سنین کودکی درگذشت» است. لی چونگمائو همچنین در تاریخها به عنوان امپراتور شائو مشهور است، که به معنای واقعی کلمه به معنای «امپراتور شیرخواره» است. بیشتر مورخان سنتی او را امپراتور مشروعیت نمی‌دانند و وی را در لیست امپراتوران سلسله تنگ نمی‌گنجانند، اگرچه معمولاً مورخین مدرن نیز چنین می‌کنند.